# Hellwegbörden
Die Hellwegbörden sind eine Landschaft und naturräumliche Haupteinheit am Süd(ost)rand der Westfälischen Bucht in Nordrhein-Westfalen, die sich entlang der alten Hellwegstädte Dortmund, Unna, Werl, Soest, Geseke und Salzkotten bis Paderborn erstreckt, wo die Westabdachung des Eggegebirges erreicht wird.
Die Hellwegbörden sind charakterisiert durch ihre mächtigen nacheiszeitlichen Lössböden. Ihr Zentrum bildet die Soester Börde, welche jedoch keine naturräumliche Einheit darstellt, westlich davon die Werl-Unnaer Börde, östlich die Geseker Börde. Im nördlichen Anschluss an das Nordsauerländer Oberland wird auch der Haarstrang der Haupteinheit zugerechnet. Landschaftlich, geschichtlich und wirtschaftsgeographisch sind die Hellwegbörden weder dem Sauerland noch dem Münsterland zuzurechnen. Verkehrsgeographisch und hydrogeographisch sind die Hellwegbörden durch eine dreifache axiale Struktur in West-Ost-Richtung gekennzeichnet: durch die Lippe(niederung) als nördlicher Abgrenzung, den Hellweg samt Bahnstrecken (Dortmund–Soest / Hamm–Warburg) und A 44 als mittlerer Verkehrsachse sowie durch den Haarweg auf dem Haarstrang im äußersten Süden. 48.378 Hektar der Hellwegbörde wurden 2004 als Vogelschutzgebiet ausgewiesen.

## Lage und Grenzen
Die Hellwegbörden ziehen sich entlang des Hellwegs über die alten Handelsstädte Dortmund, Unna, Werl, Soest, Geseke und Salzkotten bis Paderborn.
Südwestlich Dortmunds reicht ein Ausläufer des Naturraumes bis Witten (Ennepe-Ruhr-Kreis), östlich der (östlichen) Ruhrgebietsmetropole, im Kreis Unna, liegen nördlich der Kreisstadt auch Kamen und Bergkamen sowie, etwas östlicher, Bönen im Naturraum, dessen Ausläufer südwestlich Unnas über Holzwickede bis Schwerte reichen. Hierbei werden die beiden unmittelbar ans Tal der Ruhr stoßenden Buchten von Witten (Witten-Hörder Mulde) und Schwerte (Schwerter Lößterrassen) durch den Grundgebirgshorst des Ardeygebirges separiert, der, obgleich rechts der Ruhr, bereits zum Süderbergland gehört.
Nordöstlich von Stadt und Kreis Unna wird ein (südlicher) Teil des Stadtgebietes Hamms eingenommen, östlich des Kreises Unna große Teile des Kreises Soest: südwestlich von Werl ein Teil von Wickede, nördlich von Werl Welver; nordöstlich von Soest Bad Sassendorf, weiter östlich (von Nord nach Süd) der Süden Lippstadts sowie Erwitte und Anröchte; noch weiter östlich liegt der Norden Rüthens im Süden und Geseke im Zentrum der Haupteinheit.
Im Kreis Paderborn verengt sich die Landschaft schließlich nach Nordosten hin über Salzkotten und Paderborn bis in die Siedlungsgebiete von Bad Lippspringe und Schlangen, wo sie spitz in die Nahtstelle zwischen Teutoburger Wald und Eggegebirge ausläuft.

### Orographische Grenzen
Im Uhrzeigersinne begrenzen die Täler folgender Flüsse grob die Hellwegbörden orographisch von außen (im Uhrzeigersinn, beginnend im Südosten):
- Möhne (östlicher Süden)
- Ruhr (westlicher Süden)
- Emscher-Oberlauf (Westen)
- Lippe (Norden)
- Alme (Osten)

### Angrenzende Haupteinheiten
Im Westen finden die Lössböden der Hellwegbörden ihre Fortsetzung in den naturräumlichen Untereinheiten des Westenhellwegs und, nördlich davon, des Emscherlandes. Im Norden schließen sich, beginnend mit dem Tal der Lippe, Kern- und Ostmünsterland an.
Im Osten folgt hinter dem Tal der Alme die Paderborner Hochfläche als Westabdachung des Eggegebirges – beides Teile des Niedersächsischen Berglandes.
Im Süden schließen sich hinter dem Tal von Möhne und Ruhr verschiedene Teile des Süderberglandes an. In der Osthälfte tut dies bis zur Möhnemündung das Nordsauerländer Oberland, westlich der Mitte das Niedersauerland. Das nördlich der Ruhr gelegene Ardeygebirge, das im äußersten Südwesten in die Landschaft ragt, gehört demgegenüber zum Niederbergisch-Märkischen Hügelland.

### Handelsstraßen
Südlich parallel zum von Westen nach Osten verlaufenden Hellweg, dem heute die B 1 folgt, verlief im Süden der Landschaft der historische Haarweg, der in Werl vom Hellweg abzweigte und von hier bis Büren dem Kamm des Haarstranges ostwärts folgte, um über das Tal der Alme in Richtung Paderborn wieder dem Hellweg zuzufließen. Seinem westlichen Verlauf bis einschließlich nördlich des Möhnesees folgt heute ein Abschnitt der B 516.

## Naturräumliche Gliederung
Die Hellwegbörden gliedern sich wie folgt:
- (zu 54 Westfälische Bucht)
  - 542 Hellwegbörden
    - 542.0 Kamener Hügelland
      - 542.00 Derner Höhe
      - 542.01 Bergkamener Höhen
      - 542.02 Braamer Höhen

    - 542.1 Unterer Hellweg (Unterbörden)
      - 542.10 Dortmunder Hellwegtal
      - 542.11 Kamener Flachwellenland
      - 542.12 Soester Unterbörde
      - 542.13 Geseker Unterbörde
      - 542.14 Marienloher Schotterebene

    - 542.2 Oberer Hellweg (Oberbörden)
      - 542.20 Dortmunder Rücken (Dortmunder Börde)
      - 542.21 Werl-Unnaer Börde
      - 542.22 Soester Oberbörde
      - 542.23 Geseker Oberbörde

    - 542.3 Haarstrang[8]
      - 542.30 Haarhöhe
      - 542.31 Süderhaar

    - 542.4 Witten-Hörder Mulde

Das in Ost-West-Richtung gesehene „Kernland“ der Hellwegbörden stellt die Soester Börde dar, die auch namensgebend für die Haupteinheit war. Während der Begriff „Soester Börde“ seit jeher für eine bestimmte fruchtbare Landschaft steht, ist der verallgemeinernde Begriff Hellwegbörden erst seit der Etablierung im Handbuch der naturräumlichen Gliederung Deutschlands in den 1950er Jahren verbreitet worden. In älteren geographischen Werken und nicht zuletzt in älteren Schulbüchern findet sich stattdessen der Name „Soester Börde“, wobei diese heute veraltete Begriffsverwendung historisch irreführend ist.
In geographischer Hinsicht erfolgt die eigentliche naturräumliche Aufteilung in Süd-Nord-Richtung. In dieser folgen innerhalb der Hellwegbörden der als Höhenzug eigenständige und nach Süden bis zu den Tälern von Möhne und Ruhr reichende Haarstrang, weiter nördlich dann die unmittelbar nach Norden abdachenden, etwas steiler nach Norden abfallenden Oberbörden und schließlich die flachwelligen Unterbörden aufeinander, bis schließlich das Tal der Lippe im Norden erreicht wird und damit die benachbarten Haupteinheiten Kern- und Ostmünsterland.
Zwischen den beiden Hauptlandschaften Oberer und Unterer Hellweg liegt, etwas nach Süden in den Oberen versetzt, der Hellweg.

### Oberer Hellweg
Mit Oberer Hellweg, auch Oberbörden genannt, wird der südliche, etwas steiler nach Süden geneigte Teil des Kernlandes der Hellwegbörden bezeichnet. Er erstreckt sich in Süd-Nord-Richtung vom Haarstrang bis zu den Unterbörden des Unteren Hellwegs (siehe einen Abschnitt tiefer), den Hellweg knapp nach Norden überschreitend.
Am Nordrand des Oberen Hellwegs liegen die Innenstädte von Dortmund, Unna, Werl, Soest, Geseke, Salzkotten und Paderborn.
Vom zentralen Gebiet der Soester Oberbörde bei Soest ausgehend, nehmen Lössmächtigkeit und Fruchtbarkeit nach Osten hin zur Geseker Oberbörde bei Geseke ab. Dieses geht einher mit einem kontinentaler werdenden Klima.
Nach Westen fällt vom Zentrum aus zunächst auf, dass sich die Landschaft über Werl nach Unna zur Werl-Unnaer Börde hin deutlich verschmälert, was, bei gleich bleibenden Höhenunterschieden, zu einem steileren Abfall des Geländes nach Norden hin führt. Die Fruchtbarkeit des Bodens bleibt allerdings weitgehend erhalten.
Der äußerste Westen der Landschaft, der Dortmunder Rücken, weicht vom Phänotyp her deutlich von den weiter östlich gelegenen Teilen der Oberbörden ab, was bereits die Namensgebung andeutet. Durch die flachwellige Witten-Hörder Mulde im Süden des Rückens bedingt, welche das den Haarstrang verlängernde Ardeygebirge nach Süden separiert, erhält dieser den Charakter eines eigenständigen Höhenrückens. Dieser wird weiter dadurch gefördert, dass das Dortmunder Hellwegtal, das sich in den Unterbörden unmittelbar nördlich anschließt, einen starken Talsenkencharakter aufweist. Westlich endet der Rücken schließlich in der Dortmunder Innenstadt; in Süden und Westen wird er von der Emscher umflossen.

### Unterer Hellweg
Mit Unterer Hellweg, auch Unterbörden genannt, wird der nördlich des Hellwegs gelegene, flachwelligere Teil der Hellwegbörden bezeichnet. Er schließt sich unmittelbar nördlich an die Oberbörden des Oberen Hellwegs (siehe einen Abschnitt höher) an; seine östlicheren Teile reichen nach Norden bis ans Tal der Lippe.
Der Übergang von der zentralen Soester Unterbörde zur sich östlich anschließenden Geseker Unterbörde erfolgt vergleichsweise unauffällig. Beide Unterbörden flachen recht allmählich nach Norden hin ab und werden durch die Täler der von Haarstrang und Oberbörden im Süden kommenden Bäche segmentiert.
Etwas anders sieht es westlich des Zentrums aus:
Das Kamener Flachwellenland, das die Soester Unterbörde nach Westen verlängert, leitet alle von den Oberbörden kommenden Bäche zunächst über die Seseke nach Westen, um das Kernland des sich nördlich anschließenden Kamener Hügellandes herum, westlich dessen ihr Wasser bei Lünen der Lippe dann gebündelt zufließt.
Nach Westen läuft das Flachwellenland in die Derner Höhe, einen isolierten Westausläufer des Kamener Hügellandes im Norden Dortmunds, aus.
Westlich Lünerns, eines östlichen Stadtteils von Unna, schiebt sich schließlich das quer zu den Nebenbächen der Seseke und ihres Nebenbaches Körnebach verlaufende Dortmunder Hellwegtal nach Osten zwischen den Dortmunder Rücken im Süden und das Kamener Flachwellenland im Norden.
Alles in allem stehen im Westen bis Nordwesten der Hellwegbörden in Dortmunder Rücken, Derner Höhe und dem Kerngebiet der Kamener Höhen gleich drei zwar flachwellige und wenig prominente, jedoch orographisch eigenständige Höhenzüge, die durch Kamener Flachwellenland und Dortmunder Hellwegtal voneinander separiert werden.

## Vogelschutzgebiet Hellwegbörde
Die Hellwegbörde weist laut Daten der LANUV international bedeutende Brutbestände der Wiesenweihe, Rohrweihe und des Wachtelkönigs auf. Als Rast- und Durchzugsgebiet weist das Gebiet eine besondere Bedeutung für Mornellregenpfeifer, Goldregenpfeifer, Rotmilan und Schwarzmilan auf. Zahlreiche weitere Vogelarten des Anhang I der Vogelschutzrichtlinie sowie andere bedrohte Arten treten in unterschiedlicher Häufigkeit und Regelmäßigkeit auf. Im Vogelschutzgebiet kommen auch die Arten Eisvogel, Löffelente, Krickente, Knäkente, Wiesenpieper, Sumpfohreule, Uhu, Flussregenpfeifer, Weißstorch, Kornweihe, Merlin, Wanderfalke, Baumfalke, Neuntöter, Raubwürger, Heidelerche, Wespenbussard, Kampfläufer, Tüpfelsumpfhuhn, Wasserralle, Braunkehlchen, Zwergtaucher, Bruchwasserläufer, Kiebitz und Großer Brachvogel vor.
Die Hellwegbörden zählen zu den wesentlichen Rastplätzen des Kiebitz in Deutschland. Hier finden sich zu den Zugzeiten gelegentlich mehr als 20.000 Kiebitze ein.

## Geschichte
Bereits in der Steinzeit (um 4000 v. Chr.) wurde hier auf dem fruchtbaren, kalkreichen Boden Getreide angebaut. Die älteste Spur einer neolithischen Kultur ist der Fund einer Tonscherbe der La-Hoguette-Gruppe, die aus der Mitte des 6. Jahrtausends v. Chr. stammt.